# Ballus chalybeius
Ballus chalybeius là một loài nhện trong họ Salticidae. Loài này được phát hiện ở châu Âu và Bắc Phi đến Trung Á, bao gồm Bỉ và Hà Lan. Đây là loài đặc trưng trong chi Ballus.